# (3225) Hoag
(3225) Hoag – planetoida należąca do wewnętrznej części pasa głównego asteroid okrążająca Słońce w ciągu 2 lat i 211 dni w średniej odległości 1,88 au. Została odkryta 20 sierpnia 1982 roku w Obserwatorium Palomar przez Carolyn i Eugene Shoemakerów. Nazwa planetoidy pochodzi od Arthura Hoaga, amerykańskiego astronoma. Przed nadaniem nazwy planetoida nosiła oznaczenie tymczasowe (3225) 1982 QQ.